# Референдум на Фолклендських островах (2020)
Референдум щодо електоральної системи призначено на Фолклендських островах на четвер, 7 листопада 2019 року. Виборців запитають, чи хочуть вони замінити два існуючі виборчі округи (Кемп та Стенлі) на один округ, що пошириться на всі острови.

## Передумови
Згідно з розділом 27 Конституції, будь-яка зміна виборчих округів на островах повинна бути підтримана на референдумі як мінімум двома третинами зареєстрованих виборців кожного округу.
Вибори на Фолклендських островах проводяться кожні чотири роки. Обираються вісім членів Законодавчої Асамблеї шляхом мажоритарного блокового голосування. Наразі існує сильна диспропорція між округами щодо представництва у Законодавчій Асамблеї. Виборчий округ Кемп обирає три з восьми місць (38 %), інші п'ять обираються з округу Стенлі (62.5 %). Однак, згідно з переписом 2016 року, 87 % населення островів живе у Стенлі.
Це третій раз за 18 років, коли населення Фолклендських островів запитували щодо введення єдиного виборчого округу. Перший референдум було проведено 22 листопада 2001 року, разом із загальними виборами, та запитання було таким: «Чи згодні ви, що для Фолклендських островів має бути єдиний виборчий округ з новою системою голосування для пропорційного представництва?». Цей варіант був відхилений 56,65 % мешканців островів та більшістю населення обох округів.
Інший референдум було проведено через десять років, 3 листопада 2011 року, але цього разу у питанні не було пропозицій щодо зміни електоральної системи. Питання знову було відхилене мешканцями, цього разу 58,78 % проти. Відносна більшість мешканців Стенлі проголосувала за (50,2 %), але більш ніж 80 % мешканців округу Кемп проголосували проти.
У серпні 2018 року Уряд Фолклендських островів оголосив, що 7 листопада 2019 року відбудеться ще один референдум щодо створення єдиного округу. Дата була обрана для того, щоб забезпечити достатній час підготовки до референдуму, а також (у разі затвердження питання референдуму) мати достатньо часу для внесення відповідних поправок до виборчої постанови та Конституції до наступних виборів, які мають відбутися у листопаді 2021 року.